# قوقا (گجرات)
قوقا (به انگلیسی: Ghogha) یک منطقهٔ مسکونی در هند است که در Ghogha Taluka واقع شده‌است. قوقا ۱۲٬۲۰۸ نفر جمعیت دارد.